# Комсин, Виктор Иванович
Ви́ктор Ива́нович Комсин (1843—1913) — тамбовский земский деятель, член III Государственной думы от Тамбовской губернии.
Потомственный дворянин. Землевладелец Тамбовского уезда (560 десятин), домовладелец города Тамбова. Младший брат Сергей — судебный деятель.
По окончании Тамбовской гимназии три года учился в Московском университете на физико-математическом факультете по естественному отделению, а затем перешел в Санкт-Петербургский университет, где и закончил своё высшее образование.
По окончании университета поселился в своем тамбовском имении, где посвятил себя сельскому хозяйству и общественной деятельности. Владел конным заводом на хуторе Громок. С 1872 года избирался гласным тамбовского уездного и губернского земских собраний. В 1872 году был избран членом уездной земской управы. В 1874—1891 годах состоял участковым мировым судьей, а в 1891—1901 годах — земским начальником 4-го участка Тамбовского уезда. Будучи членом уездного комитета о нуждах сельскохозяйственной промышленности, в заседании комитета 24 августа 1902 года представил записку о нуждах крестьянского хозяйства, доказывавшую вредное влияние сельской общины на развитие крестьянского хозяйства, и высказался за необходимость облегчить и ускорить её уничтожение. В 1904 году в заседании губернского дворянского собрания поддержал адрес императору Николаю II с ходатайством о созыве народных представителей.
В 1907 году был избран членом III Государственной думы от Тамбовской губернии. Входил во фракцию прогрессистов. Состоял членом комиссий: по местному самоуправлению, по запросам, по исполнению государственной росписи доходов и расходов. Выступал против дела Бейлиса.
Был женат на Алевтине Сергеевне Карандеевой (1850—1920).